# Bluebeard's Eighth Wife
Bluebeard's Eighth Wife (La octava mujer de Barba Azul en España y Las ocho mujeres de Barba Azul en Hispanoamérica) es una película estadounidense de 1938 dirigida por Ernst Lubitsch y protagonizada por Claudette Colbert, Gary Cooper y Edward Everett Horton.
La película está basada en una obra teatral francesa de Alfred Savoir que se pudo disfrutar en Broadway. Es además una adaptación de una versión muda que fue dirigida en 1923 por Sam Wood y que tuvo Gloria Swanson como protagonista.

## Argumento
Michael Brandon es un millonario malcriado y mujeriego que ha tenido en el pasado siete esposas. Todas ellas se casaron por su fortuna. Un día él conoce en una tienda de la Riviera a Nicole de Loiselle, pero en un principio ella le rechaza. El caso es que Nicole es hija de una familia de nobles franceses venidos a menos y ella decide, a instancias de su padre, aceptar finalmente la proposición de matrimonio de Brandon. Sin embargo ella también deja claro que lo hace sólo por su dinero.

## Reparto
| Actor                 | Personaje                     |
| --------------------- | ----------------------------- |
| Claudette Colbert     | Nicole De Loiselle            |
| Gary Cooper           | Michael Brandon               |
| Edward Everett Horton | El marqués De Loiselle        |
| David Niven           | Albert De Regnier             |
| Elizabeth Patterson   | Tía Hedwigs                   |
| Herman Bing           | Señor Pepinard                |
| Warren Hymer          | Kid Mulligan                  |
| Franklin Pangborn     | Asistente de Gerente de Hotel |

## Producción
La película fue filmada entre el 23 de octubre de 1937 y principios de enero de 1938.

## Recepción
La película fue un fracaso de taquilla cuando se estrenó.
Hoy en día la película ha sido valorada en portales cinematográficos y por críticos proesionales. En IMDb, por ejemplo, con aproximadamente 4700 votos registrados, el filme obtiene una media ponderada de 7,2 sobre 10. En cuanto a Rotten Tomatoes, los más de 500 votos registrados allí le dieron una valoración media de 3,4 de 5, mientras que los 11 críticos registrados en el portal le dieron una valoración media de 4,8 de 10. También cabe destacar, que en La Vanguardia el 70 % de los usuarios registrados en ese periódico le dan una valoración positiva.